# Knut Helmer
Knut Erik Vilhelm Helmer, född 13 februari 1903 i Karlstads landsförsamling, död 5 februari 1989, var en svensk skogschef.
Efter examen från Skogshögskolan 1928 var Helmer skogschefsassistent vid AB Iggesunds bruk 1931–33, skogsförvaltare där 1934–38, var skogschef vid Ströms Bruks AB 1939–65, vid Ljusne-Woxna AB 1946–65 samt vid Ström-Ljusne AB 1965–67 (även styrelsesuppleant). Han var ordförande och styrelseledamot i ett flertal skogliga samarbetsorgan samt invaldes som ledamot av Kungliga Skogs- och Lantbruksakademien 1956.